# Movimento Friuli
Il Movimento Friuli - Moviment Friûl è un partito autonomista friulano, il primo movimento politico dei friulani dopo la seconda guerra mondiale.

## Storia
Fondato nel 1966, nel 1992 ha deciso il proprio congelamento, risultando dal 1993 assente dal Consiglio regionale, assemblea legislativa nella quale era stato ininterrottamente rappresentato dal 1968.
Restano attivi soltanto due organi, il Comitato dei garanti, presieduto da Adriano Ceschia, e la segreteria politica, affidata a Marco De Agostini. È assente qualsiasi attività di tipo democratico-congressuale.
Nel 1998 partecipa all'operazione politica che ha portato il leghista Sergio Cecotti alla carica di sindaco di Udine.
Nel 2003 si presenta alle elezioni regionali con proprie liste, ma queste, prima ricusate e poi ammesse, risultano definitivamente respinte. Ciò avviene nonostante la coalizione di centro-destra si fosse impegnata ad assicurare idoneo supporto organizzativo a MF per la presentazione di proprie liste. L'unico rappresentante MF ad essere candidato è Marco De Agostini, inserito nel listino della candidata alla Presidenza della Regione Alessandra Guerra (coalizione di centrodestra, sconfitta da quella di centrosinistra guidata da Riccardo Illy).
Nel 2006 sostiene con successo la ricandidatura di Marzio Strassoldo alle elezioni del Presidente della Provincia e del Consiglio provinciale di Udine, ottenendo il 3,06% dei consensi e un unico eletto, Valeria Grillo, che rivendica per sé l'assessorato pattuito con accordi pre-elettorali a beneficio di MF. Il risultato è che MF rimane senza rappresentanti in consiglio, rivendicando Valeria Grillo la propria indipendenza, nonché privo dell'assessore sul quale avrebbe dovuto contare.
Il 19 agosto 2012 il segretario politico Marco De Agostini ha inviato una lettera aperta al Presidente della Regione Friuli-Venezia Giulia Renzo Tondo lamentando la scarsa sensibilità di questi nei confronti della lingua friulana e preannunciando, tra le righe, un ritorno del Movimento Friuli sulla scena politica. Tuttavia, in occasione delle elezioni regionali del 2013 e del 2018, il movimento non presenta proprie liste né dà indicazioni di voto.

## Risultati elettorali

### Elezioni regionali in Friuli-Venezia Giulia
| Elezione       | Voti   | %    | Seggi |
| -------------- | ------ | ---- | ----- |
| Regionali 1968 | 38.879 | 5,08 | 3     |
| Regionali 1973 | 23.648 | 2,98 | 2     |
| Regionali 1978 | 38.238 | 4,55 | 2     |
| Regionali 1983 | 36.820 | 4,33 | 2     |
| Regionali 1988 | 14.144 | 1,72 | 1     |
| Regionali 1993 | 12.568 | 1,58 | 0     |

### Elezioni politiche
| Elezione       | Elezione | Voti   | %    | Seggi |
| -------------- | -------- | ------ | ---- | ----- |
| Politiche 1979 | Camera   | 35.254 | 0,10 | 0     |
| Politiche 1979 | Senato   | 31.490 | 0,10 | 0     |
| Politiche 1983 | Camera   | 26.190 | 0,07 | 0     |
| Politiche 1983 | Senato   | 23.847 | 0,08 | 0     |
| Politiche 1987 | Camera   | 13.208 | 0,03 | 0     |
| Politiche 1987 | Senato   | 17.528 | 0,05 | 0     |